# Microtus
A Microtus az emlősök (Mammalia) osztályának rágcsálók (Rodentia) rendjébe, ezen belül a hörcsögfélék (Cricetidae) családjába tartozó nem.

## Rendszerezés
A nembe az alábbi 7 alnem és 62 faj tartozik:
- Microtus Schrank, 1798
  - csalitjáró pocok (Microtus agrestis) Linnaeus, 1761
  - Microtus anatolicus Kryštufek & Kefelioğlu, 2002
  - mezei pocok (Microtus arvalis) Pallas, 1778 - típusfaj; szinonimája: Microtus obscurus
  - spanyol pocok (Microtus cabrerae) Thomas, 1906
  - Microtus dogramacii Kefelioğlu & Kryštufek, 1999
  - Günther-pocok (Microtus guentheri) Danford & Alston, 1880
  - Microtus ilaeus Thomas, 1912 - szinonimája: Microtus kirgisorum
  - perzsa pocok (Microtus irani) Thomas, 1921
  - kelet-európai pocok (Microtus levis) Miller, 1908 - szinonimája: Microtus rossiaemeridionalis Ognev, 1924, Microtus epiroticus Ondrias, 1966
  - Microtus paradoxus Ognev & Heptner, 1928
  - Microtus schidlovskii Argyropulo, 1933
  - társas pocok (Microtus socialis) Pallas, 1773
  - tátrai földipocok (Microtus tatricus) Kratochvíl, 1952
  - Microtus transcaspicus Satunin, 1905 - szinonimája: Microtus kermanensis
  - Microtus qazvinensis Golenishchev, 2003
- Terricola Fatio, 1867
  - bajor földipocok (Microtus bavaricus) Konig, 1962
  - Microtus brachycercus Lehmann, 1961
  - dagesztáni földipocok (Microtus daghestanicus) Shidlovsky, 1919 - szinonimája: Microtus nasarovi
  - dél-európai földipocok (Microtus duodecimcostatus) de Selys-Longchamps, 1839 - szinonimája: Pitymys duodecimcostatus
  - macedón földipocok (Microtus felteni) Malec & Storch, 1963
  - Microtus gerbei Gerbe, 1879
  - Microtus liechtensteini Wettstein, 1927
  - luzitán földipocok (Microtus lusitanicus) Gerbe, 1879
  - Major-földipocok (Microtus majori) Thomas, 1906
  - alpesi földipocok (Microtus multiplex) Fatio, 1905
  - Savi-földipocok (Microtus savii) de Selys-Longchamps, 1838
  - Schelkovnikov-földipocok (Microtus schelkovnikovi) Satunin, 1907
  - közönséges földipocok (Microtus subterraneus) de Selys-Longchamps, 1836 - szinonimája: Pitymys  subterraneus
  - balkáni földipocok (Microtus thomasi) Barrett-Hamilton, 1903
- Mynomes Rafinesque, 1817
  - Microtus breweri Baird, 1857
  - szürkefarkú pocok (Microtus canicaudus) Miller, 1897
  - hegyi pocok (Microtus montanus) Peale, 1848
  - oregoni földipocok (Microtus oregoni) Bachman, 1839
  - közönséges rétipocok (Microtus pennsylvanicus) Ord, 1815
  - Towsend-pocok (Microtus townsendii) Bachman, 1839
- Alexandromys Ognev, 1914
  - Microtus clarkei Hinton, 1923 - szinonimája: Volemys clarkei
  - Evorsk-pocok (Microtus evoronensis) Kovalskaya & Sokolov, 1980
  - Microtus fortis Büchner, 1889
  - Microtus kikuchii Kuroda, 1920 - szinonimája: Volemys kikuchii
  - Microtus limnophilus Büchner, 1889
  - Microtus maximowiczii Schrenk, 1859
  - Microtus middendorffi Poljakov, 1881 - szinonimája: Microtus hyperboreus
  - mongol pocok (Microtus mongolicus) Radde, 1861
  - Microtus montebelli Milne-Edwards, 1872
  - Microtus mujanensis Orlov & Kovalskaya, 1978
  - északi pocok (Microtus oeconomus) Pallas, 1776
  - szahalini földipocok (Microtus sachalinensis) Vasin, 1955
- Stenocranius Kastschenko, 1901
  - keskenyfejű pocok (Microtus gregalis) Pallas, 1779
- Pitymys McMurtrie, 1831
  - oaxacai földipocok (Microtus oaxacensis) Goodwin, 1966
  - fenyő földipocok (Microtus pinetorum) Le Conte, 1830 - szinonimája: Pitymys pinetorum
  - Microtus quasiater Coues, 1874
- Pedomys Baird, 1857
  - préri földipocok (Microtus ochrogaster) Wagner, 1842
- Bizonytalan helyzetűek (a Microtus nemen belül, határozatlan alnembe helyezett fajok), 10 faj:
  - Microtus abbreviatus Miller, 1899
  - kaliforniai földipocok (Microtus californicus) Peale, 1848
  - Microtus chrotorrhinus Miller, 1894
  - guatemalai földipocok (Microtus guatemalensis) Merriam, 1898
  - Microtus longicaudus Merriam, 1888
  - mexikói földipocok (Microtus mexicanus) Saussure, 1861 - szinonimája: Microtus mogollonensis
  - Microtus miurus Osgood, 1901
  - Microtus richardsoni DeKay, 1842
  - Microtus umbrosus Merriam, 1898
  - tajgapocok (Microtus xanthognathus) Leach, 1815